# René Chamussy
René Chamussy, né le 15 décembre 1936 à Lyon et mort le 27 octobre 2016 à Beyrouth,,, est un père jésuite français puis libanais, vivant au Liban d’une manière continue à partir de 1969.
Il est le 21e recteur de l'université Saint-Joseph de Beyrouth, depuis sa fondation en 1875 et le deuxième de la famille Chamussy à occuper ce poste après son oncle le père Charles Chamussy qui l'a précédé d'août 1951 à août 1958.

## Carrière académique
Docteur en sociologie (2002), après de longues études de philosophie, de lettres et de théologie, il fut recteur de l'université Saint-Joseph de Beyrouth entre 2003 et 2012.
Après avoir travaillé de 1969 à 1975 au Centre culturel universitaire (CCU) en collaboration avec le père Sélim Abou, toute son activité professionnelle se déroule ensuite au sein de l'université Saint-Joseph (USJ).

### Enseignement
Il est professeur à l'École de traducteurs et d'interprètes de 1980 à 1990 et à la Faculté des lettres et des sciences humaines à partir de 1977.

### Fonctions administratives
- Directeur de la revue Travaux et jours (1972-1976)
- Directeur du Centre d'accueil et d'information de l'USJ (1978-1985)
- Chef du Département de sociologie et d’anthropologie (1985-1995)
- Directeur de l’Institut de langues et de traduction (1989-1995)
- Vice-doyen de la Faculté des lettres et des sciences humaines (1993-1995)
- Doyen de la Faculté des lettres et des sciences humaines (1995-2000)
- Vice-recteur aux ressources humaines (2000-2003)
- Recteur de l'USJ (2003-2012)

## Distinctions

### Décorations
- Chevalier de l'ordre national du Mérite Il est fait chevalier le 14 mai 2001[4] pour récompenser ses 33 ans de vie religieuse et de services militaires.
- Chevalier de la Légion d'honneur Il est fait chevalier le 6 avril 2007[5] pour récompenser ses 38 ans d'activités professionnelles et pastorales.
- Commandeur de l'ordre du Mérite civil d'Espagne en 2012[2]
- Commandeur de l'ordre d'Isabelle la Catholique en 2012[6]

### Prix
Prix de l'Association France-Liban, pour le livre Chronique d’une guerre : le Liban, en 1982.

## Source
- CV et bibliographie du Professeur René Chamussy s.j. sur le site de l'université Saint-Joseph (consulté le 28 octobre 2016)